# Omkring tiggarn från Luossa
Omkring tiggarn från Luossa är en dikt av Dan Andersson i diktsamlingen Svarta ballader, utgiven 1917. Den har tonsatts flera gånger och spelats in av olika artister.

## Texten
Andersson föddes i Skattlösberg 1888. Under sommaren 1911 bodde han ensam i Skräddartorpet, som ligger strax norr om Luosaberget, för att arbeta i slåttern och för att skriva. Stället hette Luosa (med långt o), men Andersson använde namnformen Luossa (med två 's'). Sedan dess har stugan där Andersson bodde blivit bevarad och fått namnet Luossastugan.

## Tonsättningar

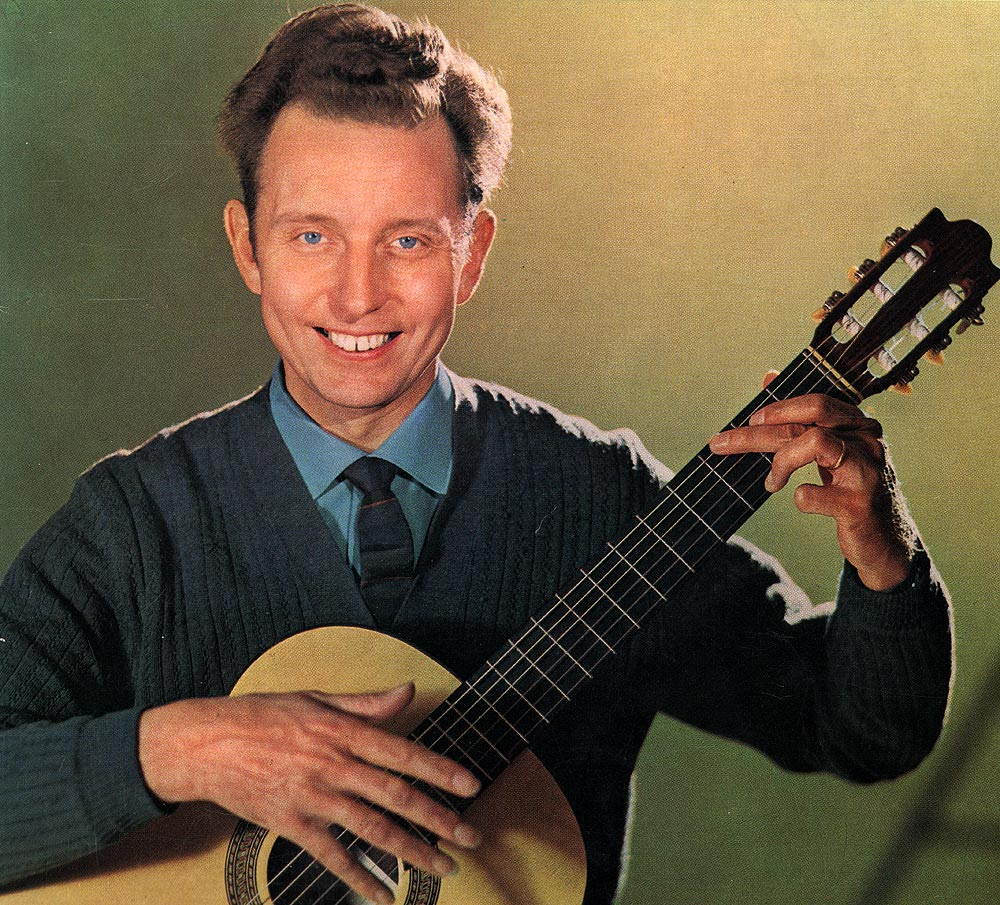
Gunde Johansson, som tonsatte dikten.

Gunnar Turesson skriver i sin bok Visor och skaldeminnen att Dan Andersson hade betonat att dikten "skulle läsas och icke sjungas". Trots detta förekommer flera tonsättningar. 
År 1938 publicerade tonsättaren Josef Jonsson en melodram för orkester.
År 1954 kom Gunde Johanssons inspelning av sin egen tonsättning ut på stenkaka. Det var en av hans tonsättningar av Dan Anderssons dikter. Han skrev också musik till bland annat Jag skall gå genom tysta skyar och Gunnar Vägman.
År 1979 publicerade David Grufman en tonsättning av dikten i boken Äppelblom elva dikter.
År 2024 publicerade Peter Widner en egen tonsättning av dikten på sitt minialbum Tiggarens hymner.
År 2015, när bandet Kent spelade på Bråvalla festival, så användes diktens två sista strofer i konsertens avslutningslåt Mannen i den vita hatten (16 år senare).

## Inspelningar
En inspelning av Hootenanny Singers låg på Svensktoppen i 52 veckor under perioden 26 november 1972–18 november 1973, med andraplats som högsta placering. Det innebar nytt rekord för antalet veckor som en melodi legat på Svensktoppen, ett rekord som stod sig fram till 1989–1990 då rekordet slogs av sången "De sista ljuva åren". 
Sången är också inspelad av Thorstein Bergman och finns med på hans första Dan Andersson-album, av Staffan Hellstrand och finns med på hans debutalbum Hemlös (1990), av Ulf Lundell och finns med på återutgivningen av hans album Evangeline (2000) och av Sofia Karlsson och återfinns på hennes album Svarta ballader (2005).
Sången har översatts till finska av Tommy Tabermann och Hector. Hector har sjungit in den på sin LP Ruusuportti (1979) med titeln "Luossan kerjäläinen". En tidigare översättning är av journalisten och sångtextförfattaren Aappo I. Piippo och Esa Niemitalo sjunger den på sitt Dan Andersson-album.